# Wildspitze
La Wildspitze (littéralement « pointe Sauvage ») est un sommet des Alpes, à 3 768 m d'altitude, point culminant du massif de l'Ötztal, en Autriche (Tyrol).

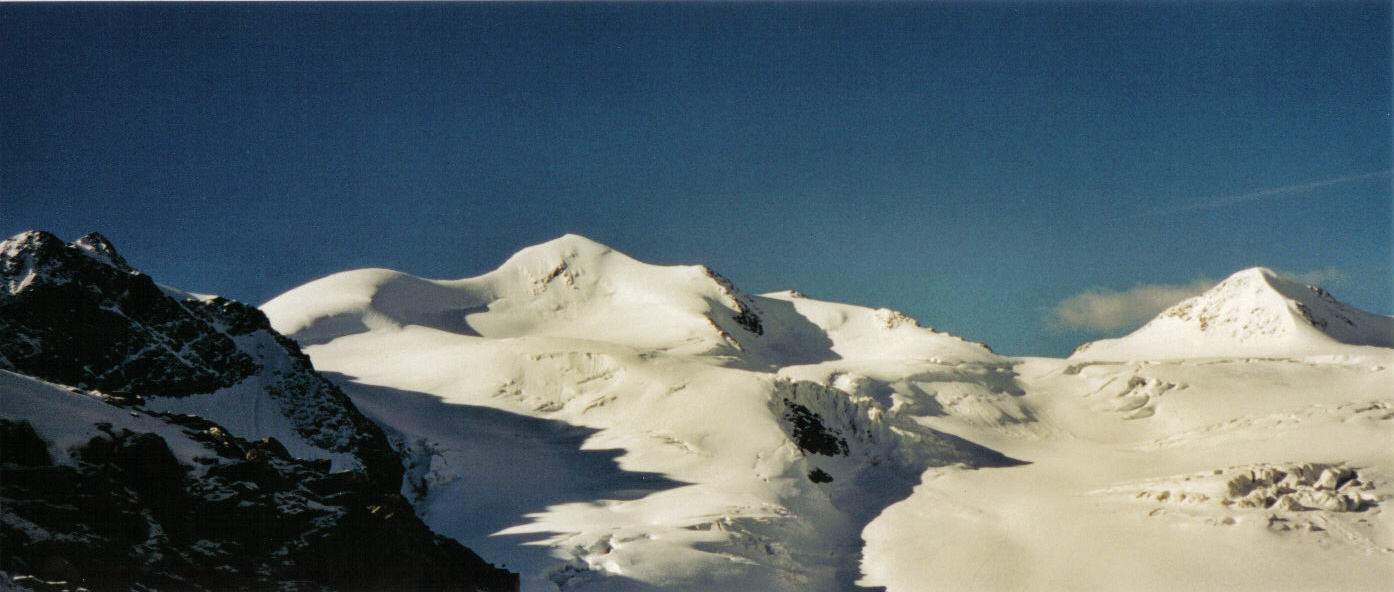
Vue du sommet de la Wildspitze depuis le Mittelbergjoch.